# O’Donnell (Stany Zjednoczone)
O’Donnell – miasto w Stanach Zjednoczonych, w stanie Teksas, w hrabstwie Lynn.